# Ahaetulla pulverulenta
Ahaetulla pulverulenta е вид влечуго от семейство Смокообразни (Colubridae). Видът е незастрашен от изчезване.

## Разпространение
Разпространен е в Индия (Гоа, Гуджарат, Карнатака, Керала, Махаращра и Тамил Наду) и Шри Ланка.